# Euophrys marusiki
Espèce
Euophrys marusiki est une espèce d'araignées aranéomorphes de la famille des Salticidae.

## Distribution
Cette espèce est endémique d'Algarve au Portugal,. Elle se rencontre vers São Brás de Alportel.

## Description
Le mâle holotype mesure 2,35 mm.
La femelle décrite par Wunderlich en 2024 mesure 4,0 mm.

## Systématique et taxinomie
Cette espèce a été décrite par Wunderlich en 2023.

## Étymologie
Cette espèce est nommée en l'honneur de Yuri M. Marusik. 

## Publication originale
- Wunderlich, 2023 : « Contribution to the spider (Araneida) fauna of the Algarve, Portugal, with notes on the phylogeny of the superfamily Araneoidea and the description of the new araneoid family Fonteferridae. » Beiträge zur Araneologie, vol. 16, p. 4-112 & 231-233.